# 베타 차단제

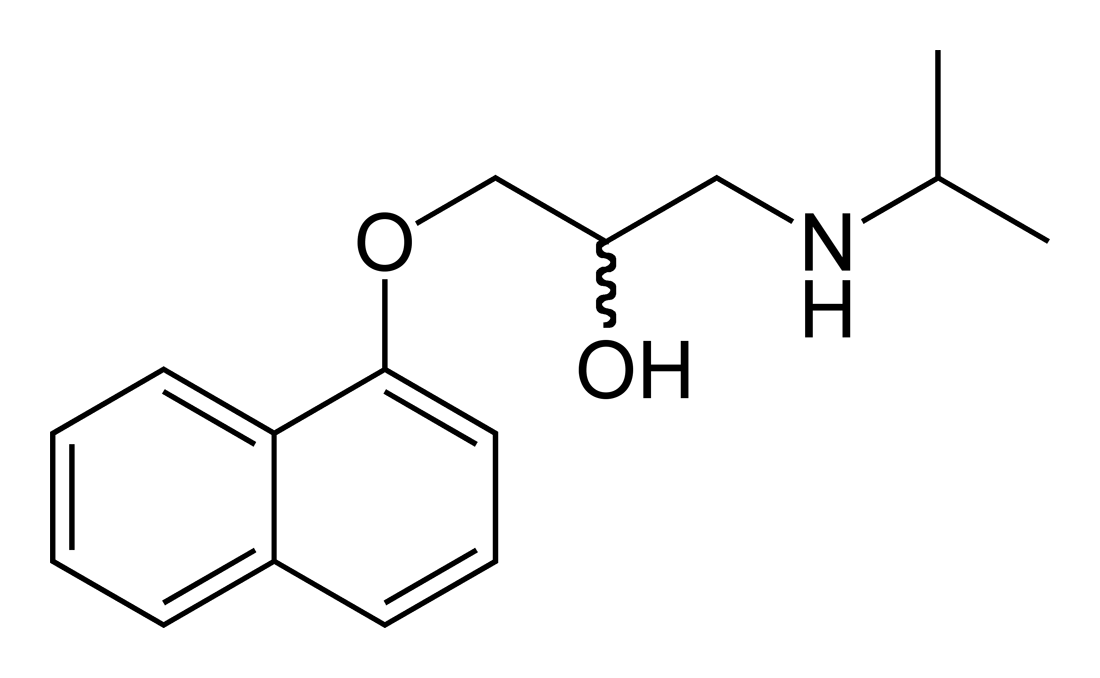
대표적인 베타 차단제인 프로프라놀롤 분자 구조도.

베타 차단제(영어: beta blocker, β-blocker)는 교감 신경의 아드레날린작동성 수용체 중 β-수용체만을 특이하게 차단하는 약제를 가리킨다. 베타 억제제, 베타 블로커라고도 불린다. 임상적으로 부정맥을 컨트롤하거나 2차적 심근경색을 예방하기 위해 사용된다. 보통 1차적으로는 쓰이지 않으나 고혈압 완화를 위해 사용되는 경우도 있다.

## 효과
베타 차단제의 적응증은 다음과 같다.
- 협심증[1][2][3] (변이형 협심증에 금기)
- 심방세동[4]
- 심장 부정맥[5][3]
- 울혈성 심부전[6]
- 본태성진전[7]
- 녹내장[3][8] - 안약으로 사용하며, 방수 분비를 낮추어 안압을 낮추는 효과를 보인다.[9] )
- 고혈압[3] - 일반적으로 초기 치료로 선호되지는 않는다.[10]
- 갑상샘 기능 항진증[3]
- 편두통의 예방[11]
- 승모판 탈출증[12]
- 심근경색[13]
- 크롬친화세포종에서 알파 차단제와 함께 투여[14]
- 기립성 빈맥 증후군[15]
- 불안 및 갑상선 기능 항진증의 증상 조절(빈맥, 떨림)[15]
- 테오필린 과다 복용[16]

## 종류

### 비선택적 제제
- 프로프라놀롤[17]
- 카르테올롤[18]
- 카르벨딜롤 (추가 α 1 -차단 활성 있음)[17]
- 라베탈롤 (내재적 교감신경흥분 활성 및 추가적인 α 1 차단 활성이 있음)[17]
- 나돌롤[17]
- 펜부톨롤 (내재적 교감신경흥분 활성이 있음)[17]
- 티몰롤[17]

### β1- 선택적 제제
- 아세부톨롤 (내재적 교감신경흥분 활성, ISA 있음)[19]
- 아테놀롤[19]
- 베타솔롤[19]
- 비소프롤롤[19]
- 셀리프롤롤 (내재적 교감신경흥분 활성이 있음)[20]
- 메토프롤롤[19]
- 네비볼롤[19]
- 에스몰롤[21]

### β2- 선택적 제제
- 부탁사민[22]
- ICI-118,551[23]

## 같이 보기
- MAO 억제제